# SUPER☆GiRLS
SUPER☆GiRLS는 2010년에 결성된 일본의 여성 아이돌 그룹이다. 소속 사무소는 에이벡스.

## 개요
2009년 12월, 아이돌 유닛을 결성하기 위해 에이벡스로서는 첫 대규모 일반 오디션「avex 아이돌 오디션 2010」을 개최했다. 이 오디션의 도중 경과는 BeeTV로 동명의 프로그램으로서 방송되었다. 2010년 6월 12일에 나카노 선플라자에서 최종 심사를 해 응모 총수 약 7000명중에서 선택된 결승 출전자 24명이 겨루어, 12명이 합격했다.
유닛명은 장래의 세계 진출을 응시해 이름이 붙여졌다.「아이돌」인 것을 강조하기 위해,「i」만이 소문자 표기가 되고 있다.
유닛의 컨셉은「모두 기르는 아이돌」이라고 하는 것이어, 그 기둥으로서 팬의 의견 · 응원이「육성 지원 사이트」를 통해서 반영되는 시스템을 도입하고 있다. 동사이트의 등록자는「서포트 프로듀서(SP)」라고 불려 릴리스 작품이나 라이브 티켓을 뒤따르고 있는 키코드를 사이트에 입력해「프로듀서 포인트(PP)」를 얻는다.그 포인트를 모으는 것으로, 활동의 방향성을 결정하는 앙케이트나 회의에의 참가권, 작품에의 출연권, 멤버로부터의 메시지 답신권 등을 얻을 수 있는 시스템이다. 앙케이트의 구체적인 예로서는, CD 쟈켓의 센터 포지션(상위 3명)을 선택하는 투표나 CD 소책자의 프로듀스권(상위 3명)을 걸친 투표, 잡지의 표지에 등장하는 멤버(상위 6명)를 선택하는 투표, 각 멤버의 아티스트 사진을 선택하는 투표 등이 있다.
2010년 12월 22일, 에이벡스가 새롭게 설립한 아이돌 전문 라벨「iDOL Street」의 제1탄 아티스트로서 앨범「超絶少女」로 데뷔를 완수했다.

## 구성원
- 와타나베 코우메 (渡邉幸愛, 1998년 3월 17일 - , 미야기현 출신, A형) - 5대 리더
- 이시바시 호타루 (石橋蛍, 2002년 4월 7일, 교토부 출신, O형)
- 아베 유메리 (阿部夢梨, 2002년 7월 29일, 이시카와현 출신, A형)
- 나가오 시오리 (長尾しおり, 2003년 11월 9일, 기후현 출신, B형)
- 카나자와 유우키 (金澤有希, 1993년 5월 1일, 홋카이도 출신, AB형) - 최연장자
- 이시마루 치카 (石丸千賀, 1996년 3월 29일, 후쿠오카현 출신, A형)
- 사카바야시 카나 (坂林佳奈, 1997년 1월 26일, 효고현 출신, A형)
- 이노우에 마유코 (井上真由子, 1997년 5월 26일, 효고 현 출신, O형)
- 카도바야시 유우 (門林有羽, 1998년 10월 28일, 오사카부 출신, B형)
- 히구치 나즈나 (樋口なづな, 2001년 8월 28일, 시즈오카현 출신, B형)
- 마츠모토 아이카 (松本愛花, 2002년 5월 3일, 오사카 부 출신, B형)

### 전 구성원
- 아키타 에리 (秋田恵里, 1993년 4월 2일 - , 아이치현 출신, A형) - 2012년 2월 5일 졸업.
- 카노 카에데 (稼農楓, 1992년 10월 6일 - , 사이타마현 출신, A형) - 2013년 1월 16일 탈퇴.
- 야사카 사오리 (八坂沙織, 1989년 2월 16일 - , 도쿄도 분쿄구 출신, A형) - 초대 리더, 2014년 2월 23일 졸업.
- 고토 아야 (後藤彩, 1997년 3월 5일 - , 효고 현 출신, AB형) - 2015년 3월 31일 졸업.
- 카츠다 리노 (勝田梨乃, 1994년 7월 10일 - , 홋카이도 출신, AB형) - 2016년 6월 25일 졸업.
- 아라이 레이라 (荒井玲良, 1994년 9월 25일 - , 도쿄 도 출신, AB형) - 2016년 6월 25일 졸업.
- 마에시마 아미 (前島亜美, 1997년 11월 22일 - , 사이타마 현 출신, AB형) - 3대 리더, 2017년 3월 31일 졸업.
- 키도구라 사쿠라코 (木戸口桜子, 1999년 10월 18일 - , 홋카이도 출신, B형) - 2017년 9월 30일 졸업.
- 오자와 루나 (尾澤ルナ, 2002년 7월 2일, 아이치현 출신, A형) - 2018년 1월 31일 졸업.
- 다나카 미레이 (田中美麗, 1996년 10월 14일 - , 사이타마 현 출신, B형) - 2018년 3월 31일 졸업
- 시무라 리카 (志村理佳, 1992년 10월 2일 - , 가나가와현 출신, A형) - 2대 리더, 2018년 6월 24일 졸업
- 와타나베 히카루 (渡邉ひかる, 1994년 2월 15일 - , 홋카이도 출신, A형) - 4대 리더, 2019년 1월 11일 졸업
- 미야자키 리나 (宮崎理奈, 1994년 2월 21일 - , 후쿠오카 현 출신, AB형) - 서브리더, 2019년 1월 11일 졸업
- 미조테 루카 (溝手るか, 1997년 1월 25일 - , 오사카 부 출신, A형) - 2019년 1월 11일 졸업
- 아사카와 나나 (浅川梨奈, 1999년 4월 3일 - , 사이타마 현 출신, B형) - 2019년 1월 11일 졸업
- 우치무라 리사 (内村莉彩, 2000년 6월 20일 - , 미야자키 현 출신, A형) -2019년 1월 11일 졸업

## 음반

### 싱글
| 순서 | 타이틀                                         | 의미                                                 | 발매일           | 최고순위 |
| ---- | ---------------------------------------------- | ---------------------------------------------------- | ---------------- | -------- |
| 1    | がんばって 青春                                | 노력해 청춘                                          | 2011년 4월 20일  | 5        |
| 2    | MAX!乙女心/Happy GO Lucky!〜ハピ☆ラキでゴー!〜 | MAX! 아가씨의 마음/Happy GO Lucky! ~해피☆럭키로 고!~ | 2011년 6월 15일  | 5        |
| 3    | 女子力←パラダイス                              | 여자력←파라다이스                                    | 2011년 10월 5일  | 2        |
| 4    | 1,000,000☆スマイル                             | 1,000,000☆스마일                                     | 2012년 4월 18일  | 5        |
| 5    | プリプリ♥SUMMERキッス                          | 러브러브♥썸머 키스                                   | 2012년 7월 4일   | 4        |
| 6    | 赤い情熱                                       | 붉은 열정                                            | 2012년 10월 24일 | 2        |
| -    | Celebration 〜Music Ribbon ver.〜              | 셀레브레이션 ~뮤직 리본 버전~                        | 2013년           | -        |
| 7    | 常夏ハイタッチ                                 | 상여름 하이파이브                                    | 2013년 6월 12일  | 3        |
| 8    | 年下の男の子                                   | 연하의 남자                                          | 2013년 12월 4일  | 11       |
| 8    | センチメンタル・ジャーニー                     | 센티머널 저니                                        | 2013년 12월 4일  | 12       |
| 8    | ジン ジン ジングルベル                         | 징징 징글벨                                          | 2013년 12월 4일  | 10       |
| 9    | 空色のキセキ                                   | 하늘색의 기적                                        | 2014년 2월 12일  | 2        |
| 10   | 花道!!ア〜ンビシャス                           | 꽃!! 언비셔스                                        | 2014년 5월 14일  | 3        |
| 11   | アッハッハ!〜超絶爆笑音頭〜                    | 앗핫하! ~초월폭소음두~                               | 2014년 8월 13일  | 4        |
| 10   | ギラギラRevolution                             | 반짝반짝 레볼루션                                    | 2015년 2월 18일  | 3        |

### 앨범
| 순서 | 타이틀           | 의미             | 발매일           | 최고순위 |
| ---- | ---------------- | ---------------- | ---------------- | -------- |
| 1    | 超絶少女         | 초절소녀         | 2010년 12월 22일 | 32       |
| 2    | EveryBody JUMP!! | EveryBody JUMP!! | 2012년 2월 1일   | 5        |
| 3    | Celebration      | 셀레브레이션     | 2013년 2월 20일  | 3        |

### 베스트 앨범
| 순서 | 타이틀                   | 의미                        | 발매일          | 최고순위 |
| ---- | ------------------------ | --------------------------- | --------------- | -------- |
| 1    | 超絶少女☆BEST 2010〜2014 | 초절소녀☆베스트 2010 ~ 2014 | 2014년 3월 26일 | -        |

### DVD/Blu-ray
| 순서 | 타이틀                                                                                        | 의미                                                                                      | 발매일           |
| ---- | --------------------------------------------------------------------------------------------- | ----------------------------------------------------------------------------------------- | ---------------- |
| 1    | ファーストコンサート〜超絶少女が止まンないっ!〜                                               | 퍼스트 콘서트 ~초절소녀가 지없다!~                                                        | 2011년 9월 28일  |
| 2    | SUPER☆GiRLS 超絶少女2012 メモリアル at 日本青年館                                             | 슈퍼☆걸즈 초절소녀 2012 메모리얼 앳 일본 청년관                                           | 2012년 3월 28일  |
| 3    | SUPER☆GiRLS生誕2周年記念SP & アイドルストリートカーニバル2012                                 | 슈퍼☆걸즈 탄생 2주년 기념 SP & 아이돌 스트리트 카니발 2012                                | 2012년 9월 19일  |
| 4    | 超絶☆学園〜未来へのSTEP〜                                                                     | 초절☆학원 ~미래의 스텝~                                                                   | 2012년 12월 12일 |
| -    | 第3回SUPER☆GiRLS超絶バスツアー ～アイドルストリート大運動会～in山梨                           | 제3회 슈퍼☆걸즈 초절 버스 투어 ~아이돌 스트리트 대운동회~ 인 야마나시                     | 2013년 1월 9일   |
| 5    | SUPER☆GiRLSの超絶アドベンチャー!                                                              | 슈퍼☆걸즈의 초월 어드벤쳐!                                                                | 2013년 3월 20일  |
| 6    | SUPER☆GiRLS Live Tour 2013 〜Celebration〜 at 渋谷公会堂                                      | 슈퍼☆걸즈 라이브 투어 2013 ~셀레브레이션~ 앳 시부야 공회당                                | 2013년 8월 7일   |
| 7    | SUPER☆GiRLS 生誕3周年記念SP アイドルストリートカーニバル 日本武道館〜超絶少女たちの挑戦2013〜 | 슈퍼☆걸즈 탄생 3주년 기념 SP 아이돌 스트리트 카니발 일본 무도관 ~초절 소녀들의 도전 2013~ | 2013년 11월 6일  |

### 전달 악곡
오디션 과제곡
1. NIJIIROスター☆ (작사 · 작곡 : Litz, 편곡 : 미즈시마 야스시키)
2. 絆デイズ (작사 · 작곡：FIREWORKS, 편곡：와타나베 토오루)
3. Be with you (작사 · 작곡 : Tetsuya Komuro, 편곡 : 사이토 신야)
  - 2010년 8월 4일부터 착신 노래(멤버 12명의 솔로 ver.도 동시 전달), 동 11일부터 착신 노래 풀의 전달이 개시되었다. 어느 악곡도 프로필 북에 수록되어 멤버 전원 가창 ver. 하지만, 1st 앨범「超絶少女」에 수록되고 있다.

UULA 한정 착신
1. BELIEVE IN LOVE (2013년 12월 7일)
  - 아사카, 와타나베(히), 카츠다, 미조테, 고토의 유닛.
2. アジアの純真 (2014년 1월 10일)
  - 시무라, 미야자키, 아라이, 다나카, 마에시마의 유닛.

### 참가 작품

#### CD
1. SUPER EUROBEAT VOL.210 (2010년 12월 29일)
  - 「Be with you [EURO GiRLS MIX]」수록.
2. a-nation 10th Anniversary Best Selection CD (2011년 7월 30일)
  - 『DISC 4』에「Be with you」수록.

#### DVD
1. amazing tunes〜00's MEGA HITS VISUAL MIX〜 (2012년 3월 14일)
  - 26곡 째에「みらくるが止まンないっ!」의 뮤직 비디오가 수록되고 있다.
2. 超絶☆絶叫ランド (2013년 11월 20일)

### 그 외
슈퍼☆걸즈의 커버곡을 수록한 작품
1. アイドル バイブレーション!! (2011년 11월 2일)
  - 9곡 째에「MAX!乙女心」의 커버가 수록되고 있다.